# Municipio de Ingham (Iowa)
El municipio de Ingham (en inglés: Ingham Township) es un municipio ubicado en el condado de Franklin en el estado estadounidense de Iowa. En el año 2010 tenía una población de 311 habitantes y una densidad poblacional de 3,31 personas por km².

## Geografía
El municipio de Ingham se encuentra ubicado en las coordenadas 42°46′3″N 93°4′35″O / 42.76750, -93.07639. Según la Oficina del Censo de los Estados Unidos, el municipio tiene una superficie total de 94.05 km², de la cual 94,01 km² corresponden a tierra firme y (0,03 %) 0,03 km² es agua.

## Demografía
Según el censo de 2010, había 311 personas residiendo en el municipio de Ingham. La densidad de población era de 3,31 hab./km². De los 311 habitantes, el municipio de Ingham estaba compuesto por el 98,39 % blancos, el 0,32 % eran amerindios, el 0,32 % eran asiáticos, el 0,64 % eran de otras razas y el 0,32 % eran de una mezcla de razas. Del total de la población el 0,64 % eran hispanos o latinos de cualquier raza.